# Yan Chesnel
Pour les articles homonymes, voir Chesnel.
Yan Chesnel, né le 16 janvier 2003, est un tireur sportif français.

## Carrière
Il est sacré champion d'Europe de pistolet vitesse (25 m) par équipes en 2021 à Osijek avec Jean Quiquampoix et Clément Bessaguet.
Il a remporté sa première médaille d’or en coupe du monde junior à Suhl, en Allemagne, le 16 mai 2022.
Il remporte la médaille d'or de l'épreuve de pistolet vitesse 25 mètres par équipes aux Jeux européens de 2023 à Cracovie avec Jean Quiquampoix et Clément Bessaguet.